# Electrosísmica
La electrosísmica es un hipotético método de prospección geofísico que permite la detección directa de contactos de tipo agua-hidrocarburo presentes en el subsuelo mediante la conversión de energía electromagnética (EM) en energía sísmica. Se basa en la generación de campos electromagnéticos en la superficie terrestre. En el subsuelo la energía electromagnética es convertida en energía sísmica debido a la interacción de fluidos subterráneos con la matriz de las rocas. Las ondas sísmicas así generadas son detectadas en la superficie por transductores de desplazamiento o velocidad (geófonos).